# Omer Talon
Omer Talon (Saint-Quentin, 1595 - 1652) was een Frans jurist en was advocaat-generaal van het Parlement van Parijs.

## Biografie
De familie Talon was oorspronkelijk afkomstig uit Ierland en Omer Talon werd geboren als een zoon van Omer Talon, die als kanselier had gediend onder Margaretha van Valois en als locoburgemeester van Parijs, en Marie Choart Buzenval. Na zijn rechtenstudie te hebben afgerond in 1613 ging hij werken voor de balie van Parijs. Na het aftreden van zijn oudere broer Jacques werd hij advocaat voor het Parlement van Parijs. Vanwege zijn welsprekendheid viel Talon op en was hij een belangrijk pleitbezorger van het verdedigen van de prerogatieven van de magistraten.
In 1634 werd hij als procureur-generaal naar Poitiers gestuurd om daar de Grand Jours voor te zitten. Ten tijde van de regering van Lodewijk XIII hekelde hij het beleid van de koninklijke regering en bij de troonsbestijging van Lodewijk XIV sprak Talon zijn weerzin uit over hoe de Franse staat er voor stond, wat een directe aanval was op het koninklijk gezag. In La Fronde die vervolgens uitbarst blijft hij de rechten van de parlementen verdedigen, maar blijft gelijktijdig ook trouw aan de koning. In 1652 overleed Omer Talon en werd als advocaat-generaal opgevolgd door zijn zoon Denis Talon.
- Biblioteca Nacional de España: XX1758313
- Bibliothèque nationale de France: cb122156496 (data)
- Gemeinsame Normdatei: 104268352
- International Standard Name Identifier: 0000 0001 0862 8124
- KulturNav: 2ba134b4-37e2-4121-b724-4dedce9ed625
- Library of Congress Control Number: no99005355
- Nationale Bibliotheek van Israël: 987007458997605171
- Nederlandse Thesaurus van Auteursnamen: 071660194
- LIBRIS: 255319
- Système universitaire de documentation: 030817412
- Virtual International Authority File: 2522073
- WorldCat: E39PBJqBmfVvxpF4bdt6q6jV4q